# Ginnastica ai Giochi della XXX Olimpiade - Volteggio maschile
La competizione del volteggio maschile (ginnastica artistica) dei giochi olimpici di Londra 2012 si è svolto il 6 agosto 2012 presso la The O2 Arena.

## Programma
| Data                 | Ora   | Turno  |
| -------------------- | ----- | ------ |
| Lunedì 6 agosto 2012 | 14:00 | Finale |

## Qualificazioni
| Posizione | Ginnasta        | Volteggio 1 | Volteggio 1 | Volteggio 1 | Volteggio 1 | Volteggio 2 | Volteggio 2 | Volteggio 2 | Volteggio 2 | Totale |
| Posizione | Ginnasta        | Punt. D     | Punt. E     | Penalità    | Volteggio   | Punt. D     | Punt. E     | Penalità    | Volteggio   | Totale |
| --------- | --------------- | ----------- | ----------- | ----------- | ----------- | ----------- | ----------- | ----------- | ----------- | ------ |
| 1         | Denis Abljazin  | 7.000       | 9.300       | 0           | 16.300      | 7.200       | 9.233       | 0           | 16.433      | 16.366 |
| 2         | Yang Hak Seon   | 7.000       | 9.233       | 0           | 16.233      | 7.000       | 9.433       | 0           | 16.433      | 16.333 |
| 3         | Tomás González  | 7.000       | 9.433       | 0           | 16.433      | 6.600       | 9.366       | 0.1         | 15.866      | 16.149 |
| 4         | Samuel Mikulak  | 7.000       | 9.300       | 0           | 16.300      | 6.600       | 9.266       | 0           | 15.866      | 16.083 |
| 5         | Kristian Thomas | 7.000       | 9.300       | 0.1         | 16.200      | 6.600       | 9.166       | 0           | 15.766      | 15.983 |
| 6         | Flavius Koczi   | 7.000       | 9.166       | 0.1         | 16.066      | 7.000       | 8.933       | 0.1         | 15.833      | 15.949 |
| 7         | Isaac Botella   | 6.600       | 9.266       | 0           | 15.866      | 6.600       | 9.200       | 0           | 15.800      | 15.833 |
| 8         | Ihor Radivilov  | 7.000       | 9.266       | 0           | 16.266      | 7.000       | 8.633       | 0.3         | 15.333      | 15.799 |

## Finale
| Pos. | Ginnasta        | Primo volteggio | Primo volteggio | Primo volteggio | Primo volteggio | Secondo volteggio | Secondo volteggio | Secondo volteggio | Secondo volteggio | Media  |
| Pos. | Ginnasta        | Partenza        | Giuria          | Pen.            | Totale          | Partenza          | Giuria            | Pen.              | Totale            | Media  |
| ---- | --------------- | --------------- | --------------- | --------------- | --------------- | ----------------- | ----------------- | ----------------- | ----------------- | ------ |
|      | Yang Hak Seon   | 7,400           | 9,066           | -               | 16,466          | 7,000             | 9,600             | -                 | 16,600            | 16,533 |
|      | Denis Abljazin  | 7,000           | 9,433           | -               | 16,433          | 7,200             | 9,166             | -                 | 16,366            | 16,399 |
|      | Ihor Radivilov  | 7,000           | 9,400           | -               | 16,400          | 7,000             | 9,233             | -                 | 16,233            | 16,316 |
| 4    | Tomás González  | 7,000           | 9,400           | -               | 16,400          | 6,600             | 9,366             | -                 | 15,966            | 16,183 |
| 5    | Samuel Mikulak  | 7,000           | 9,100           | -               | 16,100          | 6,600             | 9,400             | -                 | 16,000            | 16,050 |
| 6    | Isaac Botella   | 6,600           | 9,300           | -               | 15,900          | 6,600             | 9,233             | -                 | 15,833            | 15,866 |
| 7    | Flavius Koczi   | 7,000           | 8,800           | 0,100           | 15,500          | 7,000             | 9,350             | 0,100             | 16,350            | 15,925 |
| 8    | Kristian Thomas | 7,000           | 9,366           | -               | 16,366          | 6,600             | 8,200             | -                 | 14,700            | 15,533 |